# Zapasy na Letnich Igrzyskach Olimpijskich 1956 – kategoria do 73 kg w stylu klasycznym
Zmagania mężczyzn do 73 kg to jedna z ośmiu męskich konkurencji w zapasach w stylu klasycznym rozgrywanych podczas Letnich Igrzysk Olimpijskich 1956. Pojedynki w tej kategorii wagowej odbyły się w dniach 3 – 6 grudnia.
Punktacja opierała się na systemie "złych punktów karnych". Zwycięzca otrzymywał zero punktów za wygraną przez "tusz" (łopatki), jeden punkt za wygraną decyzją trzech sędziów. Za przegraną walkę w stosunku 1-2 zawodnik otrzymywał dwa punkty, a za porażkę 0-3 lub łopatki przyznawano 3 punkty karne. Uzyskanie pięciu lub więcej punktów eliminowało zapaśnika z turnieju. Najlepsza trójka walczyła w rundzie finałowej. 

## Klasyfikacja[1]
| Miejsce | Nazwisko          | Kraj              |
| ------- | ----------------- | ----------------- |
| 1       | Mithat Bayrak     | Turcja            |
| 2       | Władimir Maniejew | ZSRR              |
| 3       | Per Berlin        | Szwecja           |
| 4       | Veikko Rantanen   | Finlandia         |
| 5       | Siegfried Schäfer | Niemcy            |
| 5       | Jay Holt          | Stany Zjednoczone |
| 7       | Miklós Szilvásy   | Węgry             |
| 8       | Mitko Petkow      | Bułgaria          |
| 9       | Fred Murphy       | Australia         |
| 9       | Ernst Wandaller   | Austria           |
| 11      | Oddvar Vargset    | Norwegia          |

## Wyniki

### Pierwsza runda[2]
| Zwycięzca         | Punkty karne | Wynik        | Przegrany       | Punkty karne |
| ----------------- | ------------ | ------------ | --------------- | ------------ |
| Mithat Bayrak     | 1            | Decyzja, 2:1 | Miklós Szilvásy | 2            |
| Mitko Petkow      | 1            | Decyzja, 3:0 | Oddvar Vargset  | 3            |
| Siegfried Schäfer | 0            | Łopatki      | Fred Murphy     | 3            |
| Władimir Maniejew | 1            | Decyzja, 3:0 | Veikko Rantanen | 3            |
| Per Berlin        | 0            | Łopatki      | Ernst Wandaller | 3            |
| Jay Holt          | 0            | Bez walki    |                 |              |

### Druga runda[3]
| Zwycięzca         | Punkty karne | Wynik        | Przegrany         | Punkty karne |
| ----------------- | ------------ | ------------ | ----------------- | ------------ |
| Miklós Szilvásy   | 3            | Decyzja, 3:0 | Jay Holt          | 3            |
| Mithat Bayrak     | 1            | Łopatki      | Mitko Petkow      | 4            |
| Veikko Rantanen   | 4            | Decyzja, 3:0 | Siegfried Schäfer | 3            |
| Per Berlin        | 0            | Łopatki      | Fred Murphy       | 6            |
| Władimir Maniejew | 1            | Łopatki      | Ernst Wandaller   | 6            |
|                   |              | Wycofał się  | Oddvar Vargset    | 6            |

### Trzecia runda[4]
| Zwycięzca         | Punkty karne | Wynik                   | Przegrany         | Punkty karne |
| ----------------- | ------------ | ----------------------- | ----------------- | ------------ |
| Mithat Bayrak     | 2            | Decyzja, 3:0            | Jay Holt          | 6            |
| Veikko Rantanen   | 5            | Decyzja, 3:0            | Miklós Szilvásy   | 6            |
| Władimir Maniejew | 2            | Decyzja, 2:1            | Siegfried Schäfer | 5            |
| Per Berlin        | 0            | Wycofał się przed walką | Mitko Petkow      | 7            |

### Runda finałowa
| Zwycięzca         | Wynik        | Przegrany         |
| ----------------- | ------------ | ----------------- |
| Mithat Bayrak     | Decyzja, 3:0 | Per Berlin        |
| Władimir Maniejew | Decyzja, 3:0 | Per Berlin        |
| Mithat Bayrak     | Decyzja, 3:0 | Władimir Maniejew |